# シクリッド
シクリッド（英: Cichlid）または（広義の）カワスズメは、スズキ目カワスズメ科 Cichlidae に分類される魚の総称。科名をシクリッド科とすることもあるが、標準和名は一つのタクソンに一つしか与えられないため、シクリッド科は誤りである。

## 概要
中央アメリカから南アメリカにかけてと、マダガスカルを含むアフリカから中東、南アジアまで分布する。淡水魚・汽水魚が少なくとも約1,300種以上確認されている。熱帯魚のなかでは獰猛な種として知られ、他種との混泳は注意を必要とする。
ティラピアなどは水産上重要である。エンゼルフィッシュ、ディスカスなど色彩の美しい種は、観賞用熱帯魚として流通する。
繁殖形態が特徴的で、よく発達した行動様式をもつ。シクリッドの繁殖形態には、大きく分けて3種類があり、
- オスまたはメスが産卵された卵を口の中に入れ、口内で卵が孵化するタイプ
- メスが水中にあるものに産卵し、これを親が守るタイプ
- メスが水中にあるものに産卵し、孵化した稚魚を親の口内で育てるタイプ

などがある。
口の中で卵や稚魚を育てることを口内保育（マウスブルーディング、mouth brooding）と呼び、そのような習性を持つ魚をマウスブルーダーと呼ぶ。
知られている種の大部分が東アフリカ（900種以上）と中央アメリカ（100種程度）、南アメリカ（300種程度）に分布しており、これらの地域ではかつて爆発的に種分化が進んだことが想定されている。
ティラピアなどの一部の種は、日本に移入され、養殖されたり、外来種として定着しているものもある。

## おもな種類
アフリカン・シクリッド - アフリカ産のシクリッドの総称
- ムブナ - マラウイ湖産の小型種のグループの現地名
- ティラピア - アジア、アフリカに分布するが、日本の温暖な地域で外来種として定着（狭義のカワスズメを含む）
- ペルヴィカクロミス・プルケール - ナイジェリア原産の小型種。別名ペルマト。

アメリカン・シクリッド - 中南米産のシクリッドの総称。エンゼルフィッシュやディスカスなど単独で有名なグループは除く場合もある
- オスカー（アストロノータス） Astronotus ocellatus
- アイスポットシクリッド Cichla ocellaris - 現地名ツクナレ、別名ピーコックバス
- コンビクトシクリッド Amatitlania nigrofasciata
- フラミンゴシクリッド Amphilophus citrinellus
- ディスカス Symphysodon 属の2種類
- エンゼルフィッシュ Pterophyllum 属の4種類